# هينريتش زيمر (أستاذ جامعي)
هينريتش زيمر (بالألمانية: Heinrich Zimmer)‏ هو لغوي ألماني، ولد في 11 ديسمبر 1851 في كاستلاون في ألمانيا، وتوفي في 29 يوليو 1910 بسبب غرق.

## وصلات خارجية
- هاينريش زيمر على موقع الموسوعة البريطانية (الإنجليزية)